# Пиньятелли ди Бельмонте, Доменико
Доменико Пиньятелли ди Бельмонте (итал. Domenico Pignatelli di Belmonte; 19 ноября 1730, Неаполь, Неаполитанское королевство — 5 февраля 1803, Палермо, Королевство Сицилия) — итальянский куриальный кардинал, театинец. Епископ Казерты с 25 февраля 1782 по 29 марта 1802. Архиепископ Палермо и примас Сицилии с 29 марта 1802 по 5 февраля 1803. Кардинал-священник с 9 августа 1802 по 5 февраля 1803.